# Granja (São Tomé)
Granja é uma aldeia de São Tomé e Príncipe, localiza-se no Distrito de Caué, ilha de São Tomé, próxima às localidades de Boa Vista, São João dos Angolares e de Soledade.